# Jörg Bernardy
Jörg Felix Bernardy (* 29. April 1982 in Düren) ist ein deutscher Autor.

## Werdegang
Während seines Abiturs moderierte Jörg Bernardy im Alter von 18 Jahren vom 1. Januar bis Oktober 2001 als Außenreporter und Co-Moderator an der Seite von Enie van de Meiklokjes für die Jugendsendung Bravo TV. Auf ein Magister-Studium der Philosophie und Romanistik an der Universität zu Köln, Universität Paris IV und Heinrich-Heine-Universität Düsseldorf folgte 2013 die Promotion am Institut für Philosophie der Universität Hildesheim bei den Philosophen Tilman Borsche und Rolf Elberfeld. Im selben Jahr erfolgte ein Quereinstieg als Media Consultant beim Zeitverlag im Helmut-Schmidt-Haus Hamburg, wo er u. a. Heftkritiken mit Andreas Lebert (Zeit Wissen) und Simon Kerbusk (Zeit Campus) durchführte. Zuletzt war Jörg Bernardy als Redakteur und Produktmanager für die Online-Seminare der Zeit Akademie tätig. Bernardy lebt und arbeitet in Hamburg.

## Publikationen
- Seelenknospen. p.s.y.c.h.o.t.i.s.c.h.e.s. e.r.l.e.b.e.n. [Lyrik], Wagner Verlag, Gelnhausen 2007. ISBN 978-3-866-83076-9
- !leb dich frei. Eine lyrische Apokalypse. [Lyrik], Deutscher Lyrik Verlag, Aachen 2007. ISBN 978-3-895-14692-3
- mit Werner Fitzner und Anke Haarmann: »Experimentieren, um zu sehen«. Zur Theorie und Praxis ästhetischen Experimentierens. [Experimentelle Ästhetik. VIII. Kongress der Deutschen Gesellschaft für Ästhetik, Kunstakademie Düsseldorf, 04.–07.10.2011], 2012 (online)
- Warum Macht produktiv ist. Genealogische Blickschule mit Foucault, Nietzsche und Wittgenstein., Dissertation, Wilhelm Fink Verlag, Paderborn 2014. ISBN 978-3-770-55785-1
- Aufmerksamkeit als Kapital. Formen des mentalen Kapitalismus. Tectum Wissenschaftsverlag, Marburg 2014. ISBN 978-3-828-83413-2
- Der Traum vom neutralen Blick. Parmenides und Wittgenstein als radikale Realisten. Verlag Karl Alber, Freiburg im Breisgau 2017. ISBN 978-3-495-48887-4
- Jörg Bernardy: Philosophische Gedankensprünge: Denk selbst! 1. Originalausgabe Auflage. Julius Beltz GmbH & Co. KG, Weinheim 2017, ISBN 978-3-407-82220-8.
- Jörg Bernardy: Mann Frau Mensch: Was macht mich aus? 1. Originalausgabe Auflage. Julius Beltz GmbH & Co. KG, Weinheim 2018, ISBN 978-3-407-75442-4.
- Jörg Bernardy: Ich glaube, es hackt! Leben in Zeiten von Tabubrüchen. Beltz & Gelberg, Weinheim 2021, ISBN 978-3-407-75590-2.
- Jörg Bernardy, Lisa Krusche: Ohne euch wär's echt scheiße: Von Freundschaften, Netzwerken und politischen Bewegungen. 1. Originalausgabe Auflage. Julius Beltz GmbH & Co. KG, Weinheim 2022, ISBN 978-3-407-75696-1.

als Herausgeber:
- Michel Foucault und Michel de Certeau. Diskursive Praktiken / Kueser Akademie. Kueser Akademie für Europäische Geistesgeschichte, Aschendorff 2012.

## Auszeichnungen
- 2007: Kunst- und Kulturpreis in der Kategorie „Literatur“, Heidelberg
- 2011: 2. Preis beim Essay-Wettbewerb, Charter of Japan Schopenhauer-Association, Tokyo